# 小原豊
小原 豊（おはら ゆたか）は、日本の教育学者。学習院大学大学院教授。
専門は数学教育学、情報科学。

## 略歴
東京都調布市出身。東京都立三鷹高等学校、東京学芸大学教育学部卒、横浜国立大学大学院教育学研究科修了、筑波大学大学院博士課程教育学研究科単位取得退学。筑波大学産学官研究員、鳴門教育大学助教授、立命館大学准教授、関東学院大学教授を経て、現在、学習院大学大学院教授。

## 役員歴
国際協力機構(JICA)アフガニスタン教師教育強化プロジェクト短期専門家、日本数学教育学会編集部常任幹事、同出版部幹事、同全国大会優秀研究賞選定委員会選定委員、日本情報教育学会編集部委員、数学教育学会評議員、科学研究費助成事業審査第三部会審査委員、文部科学省検定教科書啓林館算数著者、日本児童学会学校教育研究部会アドバイザーなどを歴任。

## 主要編著書[3][4]
『実践事例で学ぶ 生成AIと創る未来の教育』（東洋館出版。金児正史、北島茂樹との編著）2024年10月
『未来を拓くICT 教育の理論と実践』（東洋館出版。北島茂樹との編著）2024年2月
『深い学びを支える算数教科書の数学的背景』（東洋館出版。齋藤昇との編著）2020年4月
『深い学びを支える数学教科書の数学的背景』（東洋館出版。齋藤昇、秋田美代との編著）2017年9月
『深い学びを支える新しい算数科教育法』（東洋館出版。齋藤昇、秋田美代との編著）2017年4月
『中学校数学科つまずき指導事典』（明治図書出版。礒田正美,宮川健, 松嵜昭雄との編著）2014年2月
『授業に役立つ算数教科書の数学的背景』（東洋館出版。齋藤昇との編著）2013年9月
『子どもの学力を高める新しい算数科教育法』（東洋館出版。齋藤昇、秋田美代との編著）2013年4月
『Japanese Lesson Study in Mathematics: Its Impact, Diversity And Potential For Educational Improvement』 (World Scientific。礒田正美, Max Stephens, 宮川健との編著) 2007年3月